# Lurnfeld
Lurnfeld – gmina targowa w Austrii, w kraju związkowym Karyntia, w powiecie Spittal an der Drau. Liczy 2552 mieszkańców.